# Driss Haddadi
Dris Haddadi – marokański piłkarz grający na pozycji napastnika. W swojej karierze grał w reprezentacji Maroka.

## Kariera klubowa
W swojej karierze piłkarskiej Haddadi grał w klubie Chabab Mohammédia. W sezonie 1974/1975 zdobył z nim Puchar Maroka.

## Kariera reprezentacyjna
W reprezentacji Maroka Haddadi zadebiutował w 1971 roku. W 1976 roku powołano go do kadry na Puchar Narodów Afryki 1976. Zagrał w nim w jednym meczu grupowym, z Nigerią (2:1). Z Marokiem wywalczył mistrzostwo Afryki. W kadrze narodowej grał do 1976 roku.